# Kenneth Egan
Kenneth Egan (ur. 7 stycznia 1982 w Clondalkin) – irlandzki bokser, wicemistrz olimpijski, dwukrotny medalista mistrzostw Europy.
Występuje na ringu w wadze półciężkiej. Zdobywca srebrnego medalu w igrzyskach olimpijskich w Pekinie w 2008 roku. 
Dwukrotny brązowy medalista mistrzostw Starego Kontynentu (2006, 2010).
Trzykrotny mistrz Unii Europejskiej w boksie w kategorii wagowej do 81 kg.
Tytuły najlepszego w swej wadze zdobył w 2005, 2007 i 2008 roku, a dwukrotnie (2006, 2009) zdobył brązowy medal.